# 1861 год в науке
В 1861 году произошли различные научные и технологические события, некоторые из которых представлены ниже.

## События
- 19 сентября — Александр Михайлович Бутлеров выступает с докладом «О химическом строении веществ» на химической секции Съезда немецких естествоиспытателей и врачей в Шпейере (опубликованном в том же году на немецком[1] и в следующем — на русском языках[2]), в котором излагает главные положения теории химического строения.
- Александр Михайлович Бутлеров впервые синтезирует сахаристое вещество (реакция Бутлерова)[3].
- Игнац Филипп Земмельвейс издал труд «Этиология, сущность и профилактика родильной горячки» (нем. Die Aetiologie, der Begriff und die Prophylaxis des Kindbettfiebers).

## Достижения человечества

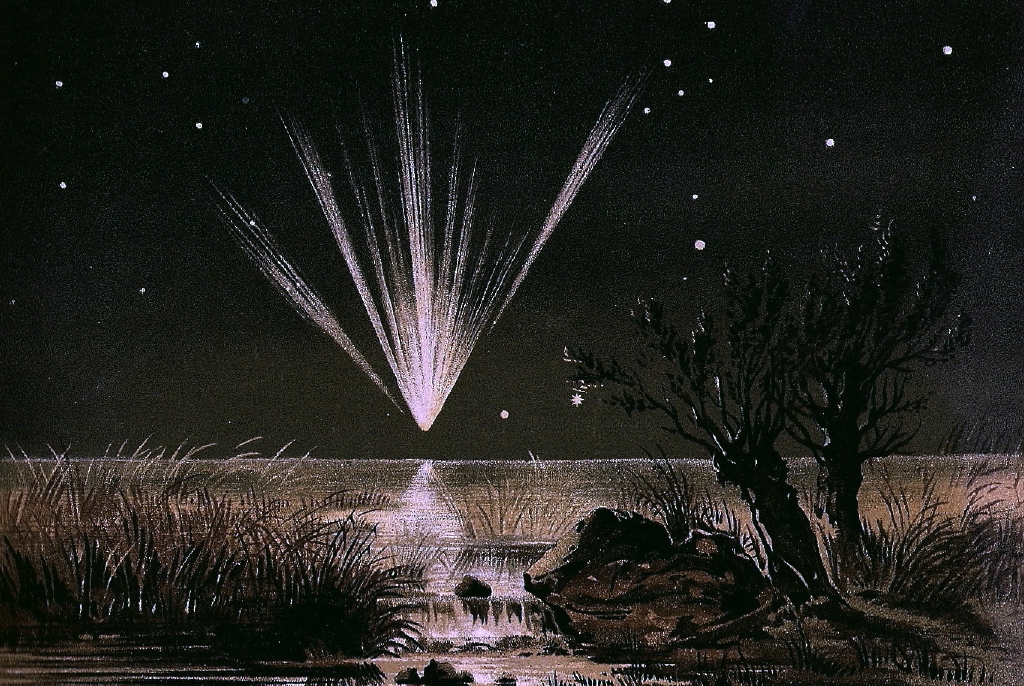
C/1861 J1 — «Великая комета 1861 года»

### Открытия
- Австралийскими астрономами открыта комета C/1861 J1 («Великая комета 1861 года»).
- Уильям Крукс открыл таллий.

### Изобретения
- Джеймсом Кларком Максвеллом получено первое достоверное цветное фотографическое изображение.

### Новые виды животных
- Животные, описанные в 1861 году

## Награды
- Медаль Копли: Жан Луи Родольф Агассиc
- Медаль Волластона в геологии: Генрих Георг Бронн

## Родились
- 6 февраля — Николай Дмитриевич Зелинский, российский и советский химик-органик, создатель научной школы, один из основоположников органического катализа и нефтехимии (ум. в 1953).
- 6 апреля — Константин Алексеевич Зворыкин, российский и советский инженер-технолог в области технологии металлов (ум. в 1928).
- 10 октября — Фритьоф Нансен, норвежский полярный исследователь, доктор зоологии, океанограф (ум. в 1930).
- 30 ноября — Евгений Янке, немецкий математик  (ум. в 1921).
- 26 декабря — Эмиль Вихерт, немецкий физик (ум. в 1928).

## Скончались
- 20 января — Вильгельм Вертгейм, австрийский физик (род. 1815)[4][5].
- 10 ноября — Изидор Жоффруа Сент-Илер — французский зоолог, автор термина «этология» (род. 1805).